# René Deplanque
René Deplanque (* 1950 in Lübeck) ist ein deutscher Chemiker und Wissenschaftsmanager. Von 1994 bis 2011 war er Leiter des FIZ Chemie in Berlin. Von 2012 bis 2014 war er Generalsekretär der IUPAC.

## Leben
Deplanque studierte Chemieingenieurwesen an der Universität Hamburg, wo er sein Diplom absolvierte. Anschließend studierte er in London weiter: er erwarb einen Master of Science in Elektrochemie und seinen PhD-Titel am Sir John Cass College der (ehemaligen) London Guildhall University. Anschließend arbeitete er zunächst an der Universität Cambridge als Dozent im Bereich der Computermodellierung der physikalischen Chemie.
1983 ging er zurück nach Deutschland, wo er zunächst für die Firma Brown, Boveri & Cie. vor allem im Bereich der Korrosionsforschung tätig war. 1988 wechselte er zur Max-Planck-Gesellschaft, wo er Mitglied der Geschäftsleitung des Gmelin-Instituts wurde. Das Gmelin-Institut war Herausgeber des Gmelin-Handbuches der Anorganischen Chemie, eines umfangreichen Standardwerkes zur anorganischen Chemie. Deplanque übernahm die Gesamtprojektleitung für die elektronische Aufbereitung des Gmelin-Handbuches. 1994 wurde Deplanque wissenschaftlicher Geschäftsführer des Fachinformationszentrums Chemie (FIZ Chemie) in Berlin, wo er 2005 alleiniger Geschäftsführer wurde.
Im August 2011 wurde Deplanque zum Generalsekretär der International Union of Pure and Applied Chemistry (IUPAC) gewählt, er trat das Ehrenamt im Januar 2012 an. Mit Deplanque stand erstmals ein Deutscher an der Spitze der IUPAC. Er übte dieses Amt bis 2014 aus.

## Ehrungen
- Honorarprofessor der TU Berlin (2001)[1]
- Gmelin-Beilstein-Denkmünze